# 宝飾時計 (戯曲)
『宝飾時計』（ほうしょくどけい）は根本宗子作の戯曲、根本の演出で舞台上演が行なわれた。

## 登場人物
- 松谷ゆりか - 子役時代、人気舞台「宝飾時計」の主演を長らく務める。
- 大小路祐太郎 - 松谷のマネージャーであり、恋人。
- 板橋真理恵 - 同じく「宝飾時計」の主演、トリプルキャストの1人。大人になるとタレントを務める。
- 田口杏香 - 同じく「宝飾時計」の主演、トリプルキャストの1人。
- 杏香ママ - 杏香の母。厳しく杏香を女優に育てようとした。元宝塚女優。
- 関一 - 板橋のマネージャー。
- 勇大 - 「宝飾時計」の出演者。行方をくらます。
- 滝本伸夫 - 「宝飾時計」のプロデューサー。

出典：

## 初演
- 2023年1月9日 - 29日、東京：東京芸術劇場プレイハウス / 2月2日 - 6日、大阪：森ノ宮ピロティホール / 2月10日 - 12日、鳥栖：鳥栖市民文化会館大ホール / 2月17日 - 19日、愛知：東海市芸術劇場 大ホール / 2月25日 - 26日、長野：サントミューゼ大ホール）

出典：

### スタッフ
- 作・演出：根本宗子[1][2]
- テーマ曲：「青春の続き」／高畑充希（作詞作編曲：椎名林檎）[1][2][5]
- 衣裳：神田恵介[2][4]
- 美術：池田ともゆき[1][2]
- 照明：佐藤哲[1][2]
- 音響：藤森直樹[1][2]
- ヘアメイク：二宮ミハル[1][2]
- 演出助手：相田剛志[1][2]
- 舞台監督：幸光順平、鈴木拓[1][2]

### キャスト
- 高畑充希[1][2][4]
- 成田凌[1][2][6]
- 小池栄子[1][2][7]
- 伊藤万理華[1][2][7]
- 池津祥子[1][2][7]
- 後藤剛範[1][2][7]
- 小日向星一[1][2][7]
- 八十田勇一[1][2][7]

### Musician
- バイオリン：磯部舞子
- ビオラ：島岡万里子
- チェロ：松尾佳奈 吉良都
- ピアノ：大谷愛 Momo

出典：

### Swing
- 椙山さと美[1]